# Џајапура
Џајапура (инд. Kota Jayapura = „град победе“) град је у Индонезији на острву Нова Гвинеја. То је главни град провинције Папуа и региона Западна Нова Гвинеја. Град има око 200.000 становника.
Џајапура се налази на северној обали острва према Пацифику у заливу Јос Сударсо (раније Хумболтов залив), близу границе са Папуа Новом Гвинејом. То је трговински и административни центар са луком, аеродромом и универзитетом (од 1962). Становништво чине углавном досељеници из других делова Индонезије (80%), док су остатак локални народ – Папуанци.

## Историја
Од 1910. до 1962. град се звао Холандија (Hollandia). У Другом светском рату овде се налазила велика поморска база коју су заузели Јапанци априла 1942, а потом Американци априла 1944. Од априла 1944. до марта 1945. ту се налазио главни штаб америчког генерала Дагласа Макартура. Године 1945. овај град је био главни град холандске колоније Холандска Нова Гвинеја. Под власт УН град је дошао 1962. када је преименован у Кота Бару (Kota Baru). Индонежани су 1963. заузели овај регион и назвали град по председнику Сукарну – Сукарнопура (Sukarnopura). Од 1968. град има садашње име.

## Партнерски градови
- Сан Хосе
- Puerto Princesa
- Songkhla